# Голідей (Флорида)
Голідей (англ. Holiday) — переписна місцевість (CDP) в США, в окрузі Паско штату Флорида. Населення — 24 939 осіб (2020).

## Географія
Голідей розташований за координатами 28°11′10″ пн. ш. 82°44′33″ зх. д. / 28.18611° пн. ш. 82.74250° зх. д. (28.186201, -82.742606).  За даними Бюро перепису населення США в 2010 році переписна місцевість мала площу 14,77 км², з яких 13,92 км² — суходіл та 0,85 км² — водойми.

## Демографія
Згідно з переписом 2010 року, у переписній місцевості мешкали 22 403 особи в 9895 домогосподарствах у складі 5839 родин. Густота населення становила 1517 осіб/км².  Було 12484 помешкання (845/км²).
Расовий склад населення:
| - 89,5 % — білих - 4,1 % — чорних або афроамериканців - 1,4 % — азіатів - 0,5 % — корінних американців - 2,2 % — осіб інших рас |

До двох чи більше рас належало 2,3 %. Частка іспаномовних становила 10,0 % від усіх жителів.
За віковим діапазоном населення розподілялося таким чином: 20,0 % — особи молодші 18 років, 58,8 % — особи у віці 18—64 років, 21,2 % — особи у віці 65 років та старші. Медіана віку мешканця становила 43,4 року. На 100 осіб жіночої статі у переписній місцевості припадало 94,6 чоловіків;  на 100 жінок у віці від 18 років та старших — 92,3 чоловіків також старших 18 років.
Середній дохід на одне домашнє господарство  становив 39 054 долари США (медіана — 32 129), а середній дохід на одну сім'ю — 44 255 доларів (медіана — 36 662). Медіана доходів становила 31 497 доларів для чоловіків та 29 954 долари для жінок. За межею бідності перебувало 21,1 % осіб, у тому числі 34,3 % дітей у віці до 18 років та 12,7 % осіб у віці 65 років та старших.
Цивільне працевлаштоване населення становило 7724 особи. Основні галузі зайнятості: роздрібна торгівля — 19,8 %, освіта, охорона здоров'я та соціальна допомога — 18,0 %, мистецтво, розваги та відпочинок — 13,9 %, науковці, спеціалісти, менеджери — 13,3 %.